# 普門院 (弘前市)
普門院（ふもんいん）は、青森県弘前市西茂森2丁目に所在する曹洞宗寺院。山号は観音山。本尊は聖観音菩薩。俗称は山観（やまかん）、山の観音（大日本寺院総覧）。
津軽三十三観音霊場第33番札所。西茂森町禅林街三十三ヶ寺の一つ。蘭庭院末寺。「大日本寺院総覧」では普門庵で掲載され、当時の等級は平僧地。

## 歴史
創建年、開山、開基不詳。茂森山の開削と 長勝寺 構取立の際に茂森山にあった観音堂を現在地に移転したのが初まりとされる。
延宝6年（1678年）に津軽藩4代目藩主津軽信政により、蘭庭院8代目住持在秀を開基として再建。
元は庵寺で市立弘前図書館所蔵の寺社領分限帳（正徳元年（1711年））に『普門庵』とあり、「津軽俗説選」には三十三霊場の第33番、茂森山観音、普門庵とある。現在も津軽三十三観音霊場第33番札所にあたる。
明治3年（1870年）に全昌寺が海蔵寺に合併されたことにより、禅林街33ヶ寺の一つとなる。昭和55年（1980年）に境内の身代わり観音堂から円空作の十一面観音が発見される。